# アデル・ド・ノルマンディー

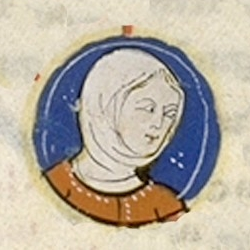
アデル・ド・ノルマンディー

アデル・ド・ノルマンディー （Adèle de Normandie、1067年頃 - 1137年3月8日）は、イングランド王ウィリアム1世（征服王）と王妃マティルダ・オブ・フランダースの子。ブロワ伯エティエンヌ2世の妃。アデル・ド・ブロワ（Adèle de Blois）、アデル・ダングルテール（Adèle d'Angleterre）とも呼ばれた。息子エティエンヌはイングランド王スティーブンとなった。

## 家族
アデルの生年は一般的に、父が王位についた1066年から1070年の間とみなされている。彼女はヘンリー1世（碩学王）のお気に入りの姉であった。彼らはウィリアム1世の最も年少の子供であった。アデルは高潔でラテン語に通じた教育のある女性だった。

## 結婚
1080年から1083年にかけて、アデルが15歳になった前後に、彼女はブロワ伯の嗣子エティエンヌと結婚した 。エティエンヌは彼女より20歳近く年長だった。1089年、エティエンヌは父の死によって家督を相続した。1096年、エティエンヌは妻の兄ロベール2世とともに第1回十字軍に参加した。エティエンヌのアデルにあてた手紙は、十字軍の指導者としての体験に対する深い洞察が見られ、彼が十字軍にいる間摂政としてブロワ伯領を統治していたアデルを信頼していたことが見て取れる 。1100年、ブロワ伯はフランスに帰還した。彼は荷車に地図、宝石、その他宝物を乗せて持ち帰り、それらはシャルトルに納められた。しかしエティエンヌは1101年の十字軍に参加するためアンティオキアへ向かったが、ラムラの戦いで戦死してしまう。

## 摂政
アデルは、夫が十字軍の指導者として不在であった1095年から1098年、そして1100年に摂政を務めていた。務めには憲章を授けるだけでなく、修道士に新しい教会を建設する許可を与えることも含まれていた。彼女は摂政を務める間の様々な時点でシャルトルの聖イヴとともに協力し、不埒な行動をとる修道女の管理といった些細なことから、忠誠の誓いについての大きな議論に至るまで、書簡を交換した。夫の不在時、彼女は領地を巡回し、紛争を解決し、経済成長を促進させ、さらには王との戦いに同行する騎士たちを指揮した。歴史家オルデリック・ヴィタリスは、巧みに夫の領地と自らの領地を治めたアデルを『賢い気鋭の女性』として賞賛している。
アデルは夫の死後も摂政として統治を続け、1120年に引退するまで嫡子ティボーの初期の治世を通じ政治を行っていた。ティボーが成年に達しもはや摂政を必要としなくなっても、アデルは憲章を発行し、領地の多くで共同統治者としてふるまった。アデラはティボーのための、結婚による同盟関係を確保しなかった。ティボーはアデルが引退するまで結婚せず、そのため彼女の息子と領地の両方に対して権力と影響力を維持し続けることができたのである。

## 引退
アデルは1120年から1122年までの間に、マルシニー（現在のソーヌ＝エ＝ロワール県のコミューン）にあるクリュニー会派修道院に入った。彼女は自らの肉親である姉妹や姪たちが既に引退して暮らしていたノルマンディーの修道院に引退することを考えていたかもしれないが、彼女はより規模が大きく権威のあるマルシニー修道院に入った。彼女は子供たちと連絡を取り合い、かつて自らが支配していた領地の教会指導者と対話を続け、一帯で自らの影響力を保ち続けた。例として、アデルは息子ティボーと、シャルトル司教ジョフロワの両者に書簡を送り、彼女が暮らす修道院での和解を彼らに思い出させている。彼女はマルシニーで1137年に亡くなった。

## 子女
エティエンヌとの間に以下の子どもをもうけている。
- ギヨーム（1092年以前 - 1150年頃） - 精神の問題から伯位を継がなかった。しかしシュリー領主の娘と結婚して子孫を残している[13]
- ティボー（1092年以前 - 1152年） - ブロワ伯
- ウード（夭折）
- マティルドまたはリュシア＝マオー（1120年没） - チェスター伯リシャール・ダヴランシュの妻
- アリックス（1100年頃-1145年） - ジョワニー伯ルノーと結婚。
- エティエンヌ（1092年頃 - 1154年） - ブローニュ伯、イングランド王スティーブン
- アンリ（英語版）（1096年頃 - 1171年） - ウィンチェスター司教（英語版）
- アンベール - 夭折

アデルの子であることが証明されていない子女は以下のとおりである。
- アニェス[15] - ジョワニー伯ルノーと結婚
- アデライード - ミロン2世・ド・モンレリと結婚
- エレオノール - ヴェルマンドワ伯ラウル1世と結婚